# 워털루 투구

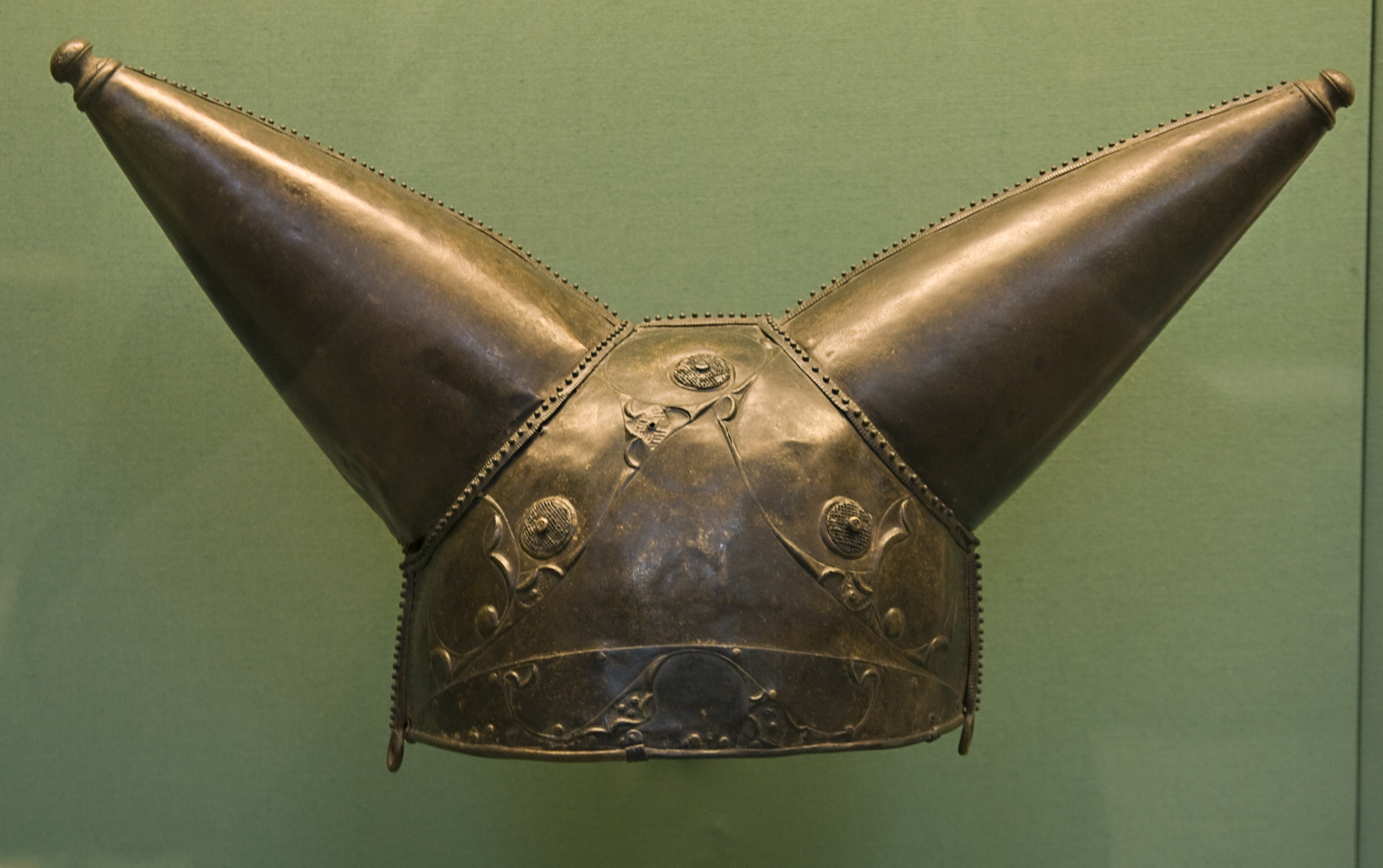

워털루 투구(Waterloo Helmet)는 로마 이전 시대 켈트의 라텐 문화 양식의 청동제 투구이다. 1868년 런던 템즈강 워털루 교 옆에서 발견되었으며, 현재 런던 대영박물관에 소장 중이다. 제작 시기는 기원전 150년경 ~ 기원전 50년경으로 추측된다.

## 같이 보기
- 원즈워스 방패